# Stepan Warga
Stepan Adalbertowycz Warga, ukr. Степан Адальбертович Варга, węg. István Varga, ros. Стефан Адальбертович Варга, Stiefan Adalbiertowicz Warga (ur. 7 kwietnia 1942 w Munkácsu, Węgry) – ukraiński piłkarz pochodzenia węgierskiego, grający na pozycji napastnika, trener i sędzia piłkarski.

## Kariera piłkarska

### Kariera klubowa
Wychowanek klubu Dynamo Mukaczewo. W 1959 roku rozpoczął karierę piłkarską w klubie Spartak Użhorod, skąd wkrótce przeszedł do Kołhospnyka Czerkasy. Na początku 1961 wrócił do użhorodzkiego klubu, który w międzyczasie zmienił nazwę na Werchowyna Użhorod. W 1962 przeniósł się do Mołdowy Kiszyniów. Latem 1962 został zaproszony do Dynama Kijów, w którym z zespołem rezerw zdobył mistrzostwo ZSRR wśród rezerwistów. W 1963 został powołany do wojska, gdzie występował w wojskowych klubach SKA Lwów i SKA Odessa. W końcu 1966 został oddelegowany do głównej wojskowej drużyny - CSKA Moskwa. Latem 1967 został piłkarzem Czornomorca Odessa. W 1970 roku powrócił do rodzimego miasta i potem bronił barw miejscowego klubu Karpaty Mukaczewo. W latach 1971–1974 po raz trzeci występował w użhorodzkim klubie, który nazywał się Howerła Użhorod. W 1975 roku zakończył karierę piłkarską w zespole z rodzimego miasta Pryładyst Mukaczewo.

### Kariera reprezentacyjna
W latach 1965–1967 bronił barw olimpijskiej reprezentacji ZSRR. W 1966 rozegrał jeden mecz w składzie drugiej reprezentacji ZSRR przeciwko drugiej reprezentacji Czechosłowacji, w którym strzelił jednego z dwóch goli.

## Kariera trenerska
Po zakończeniu kariery piłkarza rozpoczął karierę szkoleniowca. Grał i trenował różne lokalne zespoły Zakarpattia. W latach 1977–1978 pomagał trenować Howerłę Użhorod.

## Kariera sędziowska
Również po zakończeniu kariery piłkarza rozpoczął arbitraż meczów na terenie Ukraińskiej SRR. Sędzia kategorii republikańskiej.

## Sukcesy i odznaczenia

### Sukcesy piłkarskie
SKA Lwów
- mistrz Pierwoj ligi ZSRR: 1965

Howerła Użhorod
- wicemistrz Ukraińskiej SRR: 1972

### Odznaczenia
- tytuł Mistrza Sportu ZSRR: 1965
- tytuł arbitra kategorii republikańskiej